# آنتی‌بیوتیک‌های بتا-لاکتام
آنتی‌بیوتیک‌های بتا-لاکتام (به انگلیسی: β-Lactam antibiotic) گروه گسترده‌ای از آنتی‌بیوتیک‌ها هستند که در ساختمان مولکولیشان حلقه بتالاکتام وجود دارد از آنتی‌بیوتیک‌های بکاربرنده این ترکیب می‌توان به پنی سیلین‌ها، سفالوسپورین‌ها، مونوباکتام‌ها و کارباپنم‌ها اشاره نمود.
اغلب آنتی‌بیوتیک‌های بتا-لاکتام با اثر بر دیواره سلولی باکتری‌ها اثر می‌کنند. ساخت آنزیم بتالاکتاماز توسط باکتری‌ها یکی از راه‌های دفاعی برضد دارو و همچنین از دلایل ایجاد مقاومت به این گروه از آنتی‌بیوتیک‌ها است.

## مکانیزم اثر
یکی از معمولترین روشهای عملکرد بتالاکتامها به شرح زیر است:
1. اتصال به پروتئین‌هایی در دیواره سلولی باکتری به نام پروتئین متصل شونده به پنی‌سیلین (PBP).
2. مهار ترانس پپتیدازها می‌شوند در نتیجه ترانس‌پپتیداسیون که به معنی ایجاد اتصال متقاطع در ساخت پپتیدوگلیکانهای دیواره سلولی باکتری است مختل می‌شود.
3. در نهایت آنزیم‌های اتولیتیک که هیدرولازهای مورین نام دارند، (مورین مترداف پپتیدو گلیکان می‌باشد) و در باکتری‌هایی که در معرض پنی سیلین قرار گرفته‌اند فعّال شده و موجب تخریب پپتیدو گلیکان می‌شوند.

نتیجه این فرایند تخریب دیواره باکتری و از بین رفتن سلول باکتری است.

### مقاومت به پنی‌سیلین
1. بتالاکتاماز: برخی از باکتری‌ها توانایی تولید این آنزیم که باعث تخریب حلقه بتالاکتام است را دارند یا به دست آورده‌اند. شامل گونه‌های استافیلوکوک اورئوس، گونوکوک، هموفیلوسها و کولیفرمها
2. فقدان پروتئین متصل شونده به پنی‌سیلین یا نفوذناپذیری دیواره سلولی، که در انواع مقاوم پنوموکوک، استافهای مقاوم به متی‌سیلین و انتروکک دیده می‌شود.
3. نقص در عملکرد آنزیمهای اتولیتیک که عامل مقاومت در گونه‌هایی از استافیلوکوک و استرپتوکوک گروه B است.